# Parimatidium
Parimatidium es un género de escarabajos  de la familia Chrysomelidae. En 1938 Spaeth describió el género. Contiene las siguientes especies:
- Parimatidium atra (Pic, 1926)
- Parimatidium bahianum (Spaeth, 1938)
- Parimatidium bicolorata (Uhmann, 1948)
- Parimatidium bicoloricornis (Pic, 1926)
- Parimatidium clermonti (Pic, 1934)
- Parimatidium columbica (Weise, 1910)
- Parimatidium costaricensis (Uhmann, 1930)
- Parimatidium curvipes (Uhmann, 1951)
- Parimatidium cyanipenne (Boheman, 1850)
- Parimatidium exigua (Uhmann, 1930)
- Parimatidium garleppi (Uhmann, 1937)
- Parimatidium grayella (Baly, 1858)
- Parimatidium jataiensis (Pic, 1923)
- Parimatidium latifrons (Weise, 1910)
- Parimatidium magna (Weise, 1910)
- Parimatidium marginicolle (Boheman, 1850)
- Parimatidium ovatula (Uhmann, 1948)
- Parimatidium plaumanni (Uhmann, 1937)
- Parimatidium pygidialis (Uhmann, 1940)
- Parimatidium romani (Weise, 1921)
- Parimatidium rubricatum (Guérin-Méneville, 1844)
- Parimatidium rubrum (Boheman, 1850)
- Parimatidium spaethi (Bondar, 1940)
- Parimatidium tibialis (Baly, 1858)
- Parimatidium uhmanni (Pic, 1934)
- Parimatidium zikani (Spaeth, 1938)